# Colostygia askoldaria
Colostygia askoldaria là một loài bướm đêm trong họ Geometridae.